# Greg Holmes (jogador de rugby union)
Greg Holmes (11 de junho de 1983) é um jogador de rugby union australiano, que joga na posição de forward.

## Carreira
Greg Holmes integrou o elenco da Seleção de Rugby Union da Austrália vice-campeão na Copa do Mundo de Rugby Union de 2015.